# حارة السوق (همدان)

تعديل مصدري - تعديل

حارة السوق هي إحدى قرى عزلة ربع همدان بمديرية همدان التابعة لمحافظة صنعاء، بلغ تعداد سكانها 153 نسمة حسب تعداد اليمن لعام 2004.